# Valtatie 23
Pour les articles homonymes, voir Route nationale 23.
La route nationale 23  (en finnois : Valtatie 23, en suédois : Riksväg 23) est une route nationale de Finlande menant de Pori à Joensuu.
Elle mesure 517 kilomètres de long.

## Trajet
La route nationale 23 traverse les villes et (municipalités) suivantes :
Pori  – Pomarkku – Kankaanpää – Jämijärvi – Parkano – Kihniö – Virrat – Keuruu – Petäjävesi – Jyväskylä – Laukaa – Hankasalmi – Pieksämäki – Joroinen – Pieksämäki (bis) – Joroinen (bis) –  Pieksämäki (ter) – Joroinen (ter) – Varkaus – Leppävirta – Heinävesi – Liperi – Joensuu.